# Losowanie zespołowe

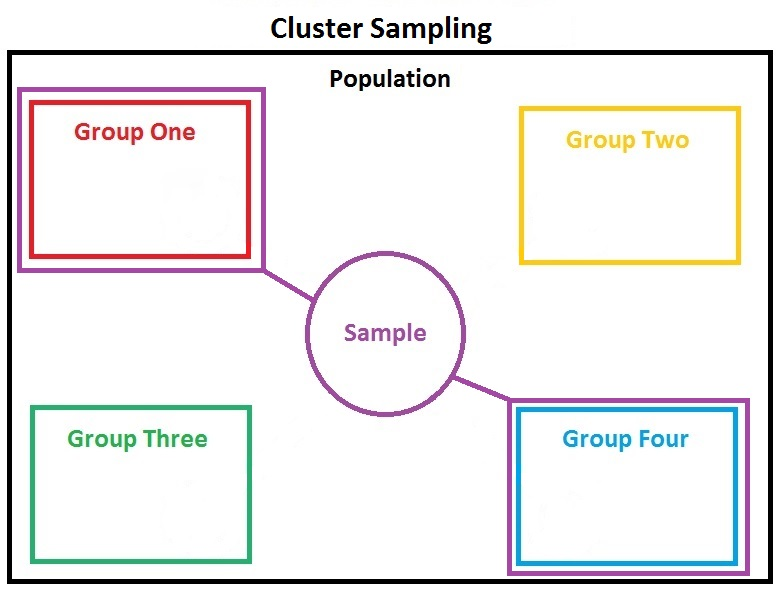
Losowanie zespołowe

Losowanie zespołowe lub losowanie grupowe - technika doboru próby statystycznej, w której operat jest dzielony na grupy, a następnie losowane są do próby nie pojedyncze jednostki, lecz całe ich grupy. Jeśli prawdopodobieństwo wylosowania danej grupy jest proporcjonalne do wielkości grupy, mówimy o losowaniu zespołowym proporcjonalnym. 
Jeśli całość wylosowanej grupy trafia do próby, takie losowanie nazywane jest losowaniem jednostopniowym. Rozszerzeniem metody jest losowanie wielostopniowe w którym z wylosowanych zespołów są dopiero losowane elementy próby, np. za pomocą doboru losowego.